# Elísio Firmo Martins
Elísio Firmo Martins (? — ?) foi um político brasileiro.
Foi presidente da província de Goiás, de 6 de março a 4 de julho de 1889.